# Saxetophilus mistshenkoi
Saxetophilus mistshenkoi är en insektsart som beskrevs av Ganna O. Naumovich 1988. Saxetophilus mistshenkoi ingår i släktet Saxetophilus och familjen gräshoppor. Inga underarter finns listade i Catalogue of Life.